# Andriej Kandrionkow
Andriej Andriejewicz Kandrionkow (ros. Андрей Андреевич Кандрёнков, ur. 11 września 1915 we wsi Russkij Szczebdas w guberni niżnonowogrodzkiej, zm. 13 lipca 1989 w Moskwie) – radziecki polityk, I sekretarz Komitetu Obwodowego KPZR w Kałudze (1961-1983), członek KC KPZR (1976-1986).
Ukończył technikum rolnicze i 1937-1938 był starszym agronomem rejonowego oddziału rolniczego w Mordwińskiej ASRR, 1938-1939 w Armii Czerwonej, od 1939 w WKP(b). 1939-1940 zastępca dyrektora stanicy maszynowo-traktorowej, 1940-1942 I sekretarz Komitetu Miejskiego Komsomołu w Ramienskoje, 1942-1943 kierownik wydziału Komitetu Obwodowego Komsomołu w Moskwie, 1943-1945 ponownie w Armii Czerwonej. 1945-1950 sekretarz miejskich komitetów WKP(b) w Ramienskoje i Nogińsku, 1950-1956 I sekretarz Komitetu Miejskiego WKP w Kaszyrze, 1956-1957 w KC KPZR, 1957-1961 II sekretarz Komitetu Obwodowego KPZR w Kałudze, równocześnie przewodniczący Komitetu Wykonawczego Rady Obwodowej w Kałudze, 1959 ukończył Moskiewską Akademię Weterynaryjną. Od 11 sierpnia 1961 do 9 grudnia 1983 I sekretarz Komitetu Obwodowego KPZR w Kałudze (od stycznia 1963 do grudnia 1964: Wiejskiego Komitetu Obwodowego KPZR w Kałudze), od 5 marca 1976 do 25 lutego 1986 członek KC KPZR, od grudnia 1983 na emeryturze. Deputowany do Rady Najwyższej ZSRR od 6 do 10 kadencji.

## Odznaczenia
- Order Lenina (trzykrotnie)
- Order Rewolucji Październikowej
- Order Czerwonego Sztandaru Pracy
- Order Przyjaźni Narodów

I medale.